# Surkiš
Pour les articles homonymes, voir Surkis.
Surkish en albanais et Surkiš en serbe latin (en serbe cyrillique : Суркиш) est une localité du Kosovo située dans la commune/municipalité de Podujevë/Podujevo, district de Pristina (Kosovo) ou district de Kosovo (Serbie). Selon le recensement kosovar de 2011, elle compte 1 091 habitants, tous albanais.

## Histoire
Sur le territoire du village se trouve le site de Gumurište, dont les vestiges remontent au Néolithique ; mentionné par l'Académie serbe des sciences et des arts, il est inscrit sur la liste des monuments culturels du Kosovo.

## Démographie

### Évolution historique de la population dans la localité
| 1948 | 1953 | 1961 | 1971 | 1981 | 1991 | 2011  |
| ---- | ---- | ---- | ---- | ---- | ---- | ----- |
| 304  | 352  | 385  | 445  | 657  | 757  | 1 091 |

|  |